# Aphyosemion callipteron
Aphyosemion callipteron es una especie de pez de la familia de los notobránquidos en el orden de los ciprinodontiformes.

## Morfología
Los machos pueden alcanzar los 4 cm de longitud total.

## Distribución geográfica
Se encuentran en África: Gabón y Guinea Ecuatorial.